# اچ‌ام‌اس آزالیا (کی۲۵)
اچ‌ام‌اس آزالیا (کی۲۵) (به انگلیسی: HMS Azalea (K25)) یک کشتی بود. این کشتی در سال ۱۹۴۰ ساخته شد.